# Sympycnus oreas
Sympycnus oreas är en tvåvingeart som först beskrevs av Wheeler 1899.  Sympycnus oreas ingår i släktet Sympycnus och familjen styltflugor. Inga underarter finns listade i Catalogue of Life.